# Ishizuchi-jinja
Le sanctuaire Ishizuchi (石鎚神社) est situé sur le mont Ishizuchi à Shikoku,,, reconnu comme un sanctuaire Beppyo, célèbre pour son importance et son histoire riche. Il fait partie des sept montagnes sacrées du Japon et est un lieu central pour le culte des montagnes. Historiquement, ce site a servi de temple pour la secte Shingon du bouddhisme et est intégré dans le pèlerinage des 88 temples de Shikoku. Les divinités vénérées ici incluent non seulement les dieux de la montagne mais aussi des figures telles que Konjikiin Maegamiji.

## Histoire
Sanctuaire Ishizuchi et Maegami-ji (ja) ont eu un ensemble d’histoires intrinsèquement liées, toutes deux issues de la même origine originale,.
Ishizuchisan Konjikiin Maegamiji, couramment appelé Temple 64, est situé à la base du Mont Ishizuchi, qui culmine à 1 982 mètres. Les racines du temple remontent à l'époque de l'Empereur Tenmu (673-686 ap. J.-C.). Ozunu, le fondateur du Shugendō, y a rencontré Sakyamuni et Amida sous la forme de Zaō Gongen après avoir effectué des pratiques ascétiques. En commémoration de cette expérience, il a consacré des statues les représentant. Par la suite, sous le règne de l'Empereur Kanmu (781-806 ap. J.-C.), un complexe de sept bâtiments a été établi à la suite de sa guérison d'une maladie par la prière ; il fut nommé Konjikiin/Maegamiji.
Tout au long de l'histoire, divers empereurs tels que l'empereur Takakura, l'empereur Gotoba et l'empereur Juntoku ont fait preuve de dévotion envers le temple.
Le célèbre personnage Kukai ou Kōbō Daishi a effectué deux visites au temple, participé à des rituels ascétiques, notamment la formation et le jeûne de Goma.
Durant la période Edo et au-delà, le temple a prospéré grâce au soutien du seigneur Saijo du clan Matsudaira, qui a même offert un emblème de temple à trois feuilles. Il a été reconstruit en 1882, pendant l'ère Meiji. Finalement, il est devenu le principal centre de la secte Shingon.
Chaque année, le 1er juillet, le temple accueille la cérémonie de « l'ouverture des montagnes ». Cet événement rassemble des laïcs vêtus de robes qui récitent Nanmaida pendant que les conques résonnent en harmonie.

## Accès
Pour atteindre le sanctuaire, le trajet commence à Saijo en prenant le Shiokaze express de la ligne Yosan à Matsuyama jusqu'à la station Iyo Saijo, puis un train vers Ishizuchiyama. De là, une promenade de 20 minutes mène au sanctuaire, identifiable à son torii.

## Installations
Entouré de bosquets de bambous et de cyprès couverts de mousse, le sanctuaire Ishizuchi jinja respire la tranquillité. Dans l’enceinte du sanctuaire se trouvent des statues représentant les esprits des montagnes tengu. Monter un escalier à l'intérieur du sanctuaire récompense les visiteurs avec une vue sur la mer intérieure de Seto.

### Temple Maegami-ji

À côté du sanctuaire Ishizuchi jinja, se trouve le temple Maegami-ji (ja) car il servait autrefois de sanctuaire principal pour les fidèles du mont Ishizuchi. Il a été construit sous le règne de l'empereur Tenmu. C'est le temple 64 des 88 sanctuaires de pèlerinage.

### Sanctuaire Chugu Jojusha

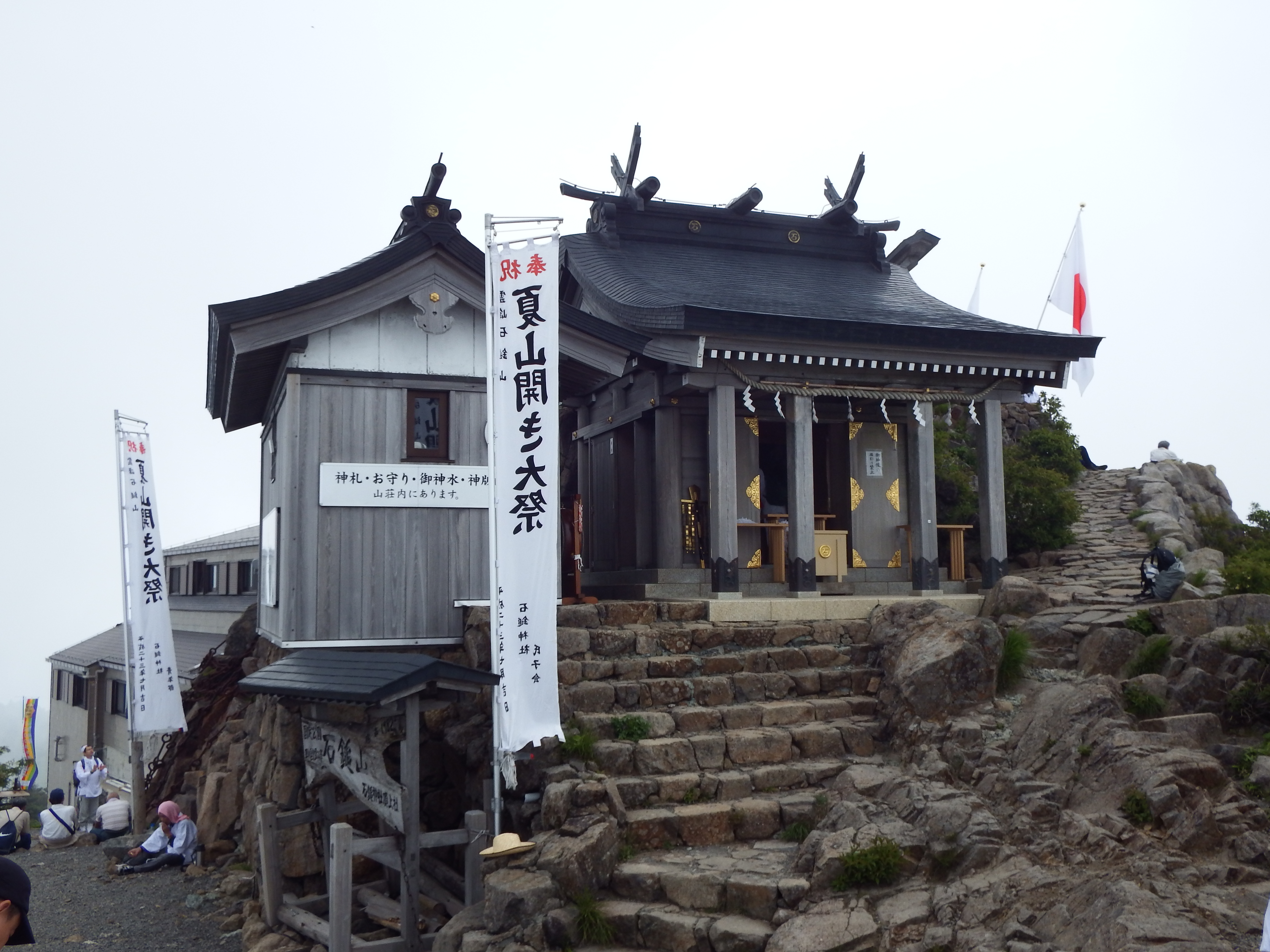
Le sanctuaire Chugu Jojusha au sommet du mont Ishizuchi.

Au sein du complexe du sanctuaire Ishizuchi jinja se trouve le sanctuaire Chugu Jojusha, situé au début du sentier Mt. Ishizuchi Omotesando. Ce sanctuaire marque le point de départ pour les randonneurs qui commencent leur ascension de la montagne. En atteignant le sommet, les voyageurs découvriront un autre sanctuaire affilié au complexe Ishizuchi, offrant des vues sur les montagnes environnantes et la mer intérieure de Seto.

## Galerie

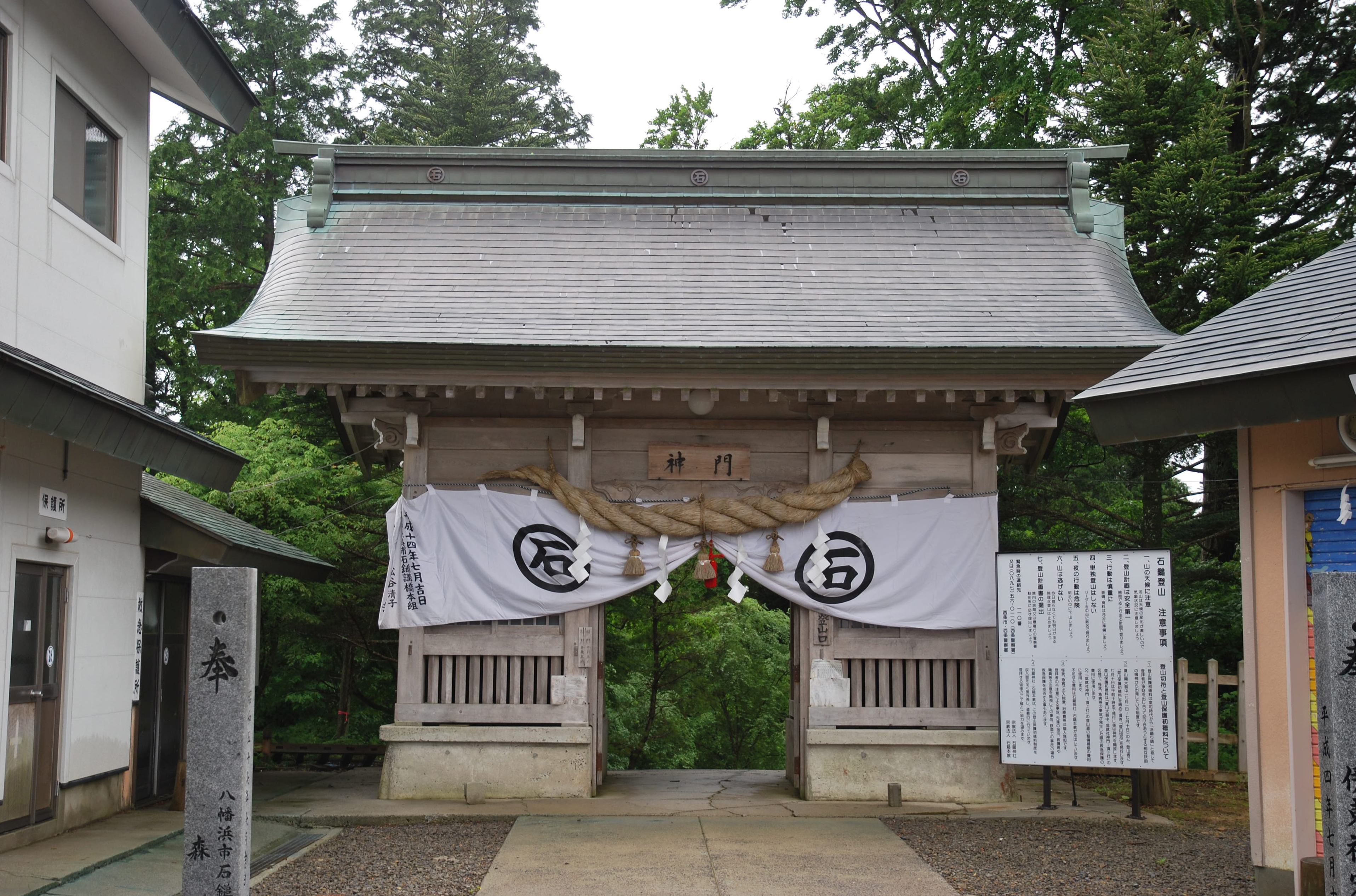
Shinmon du sanctuaire Ishizuchi
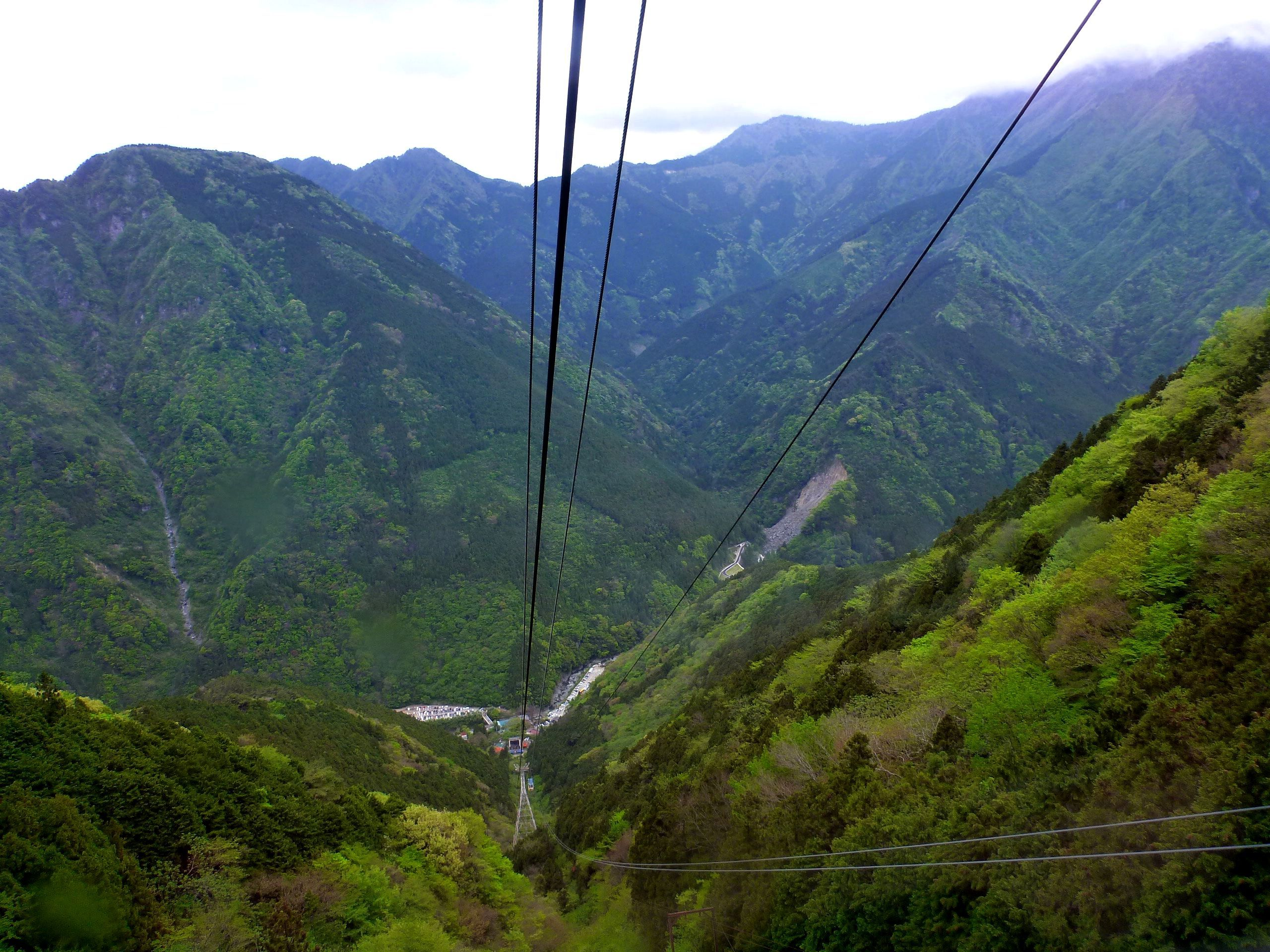
Téléphérique Ishizuchi Tozan à Ehime
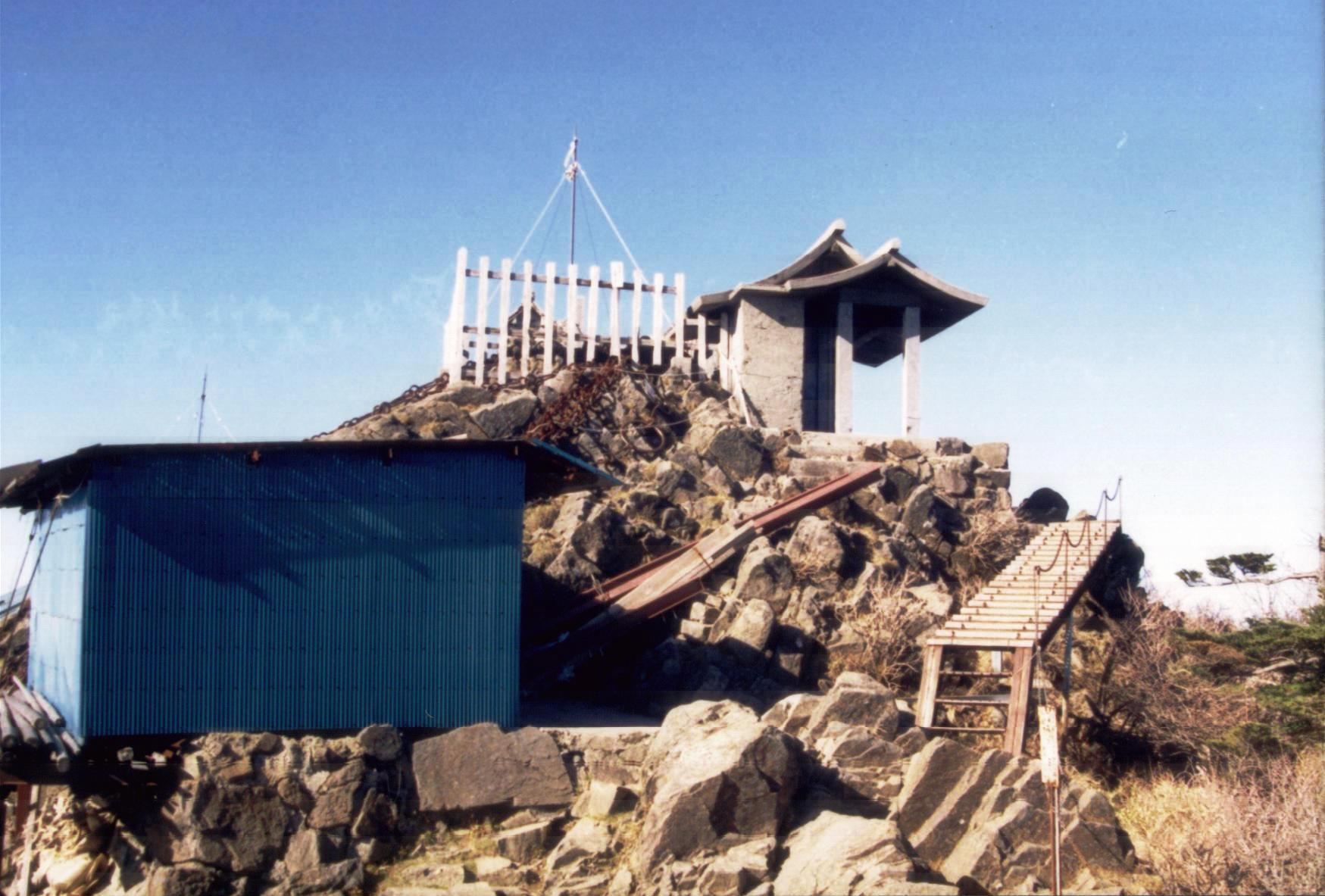
Sanctuaire Ishizuchi au sommet de la montagne
Shinmon du sanctuaire Ishizuchi
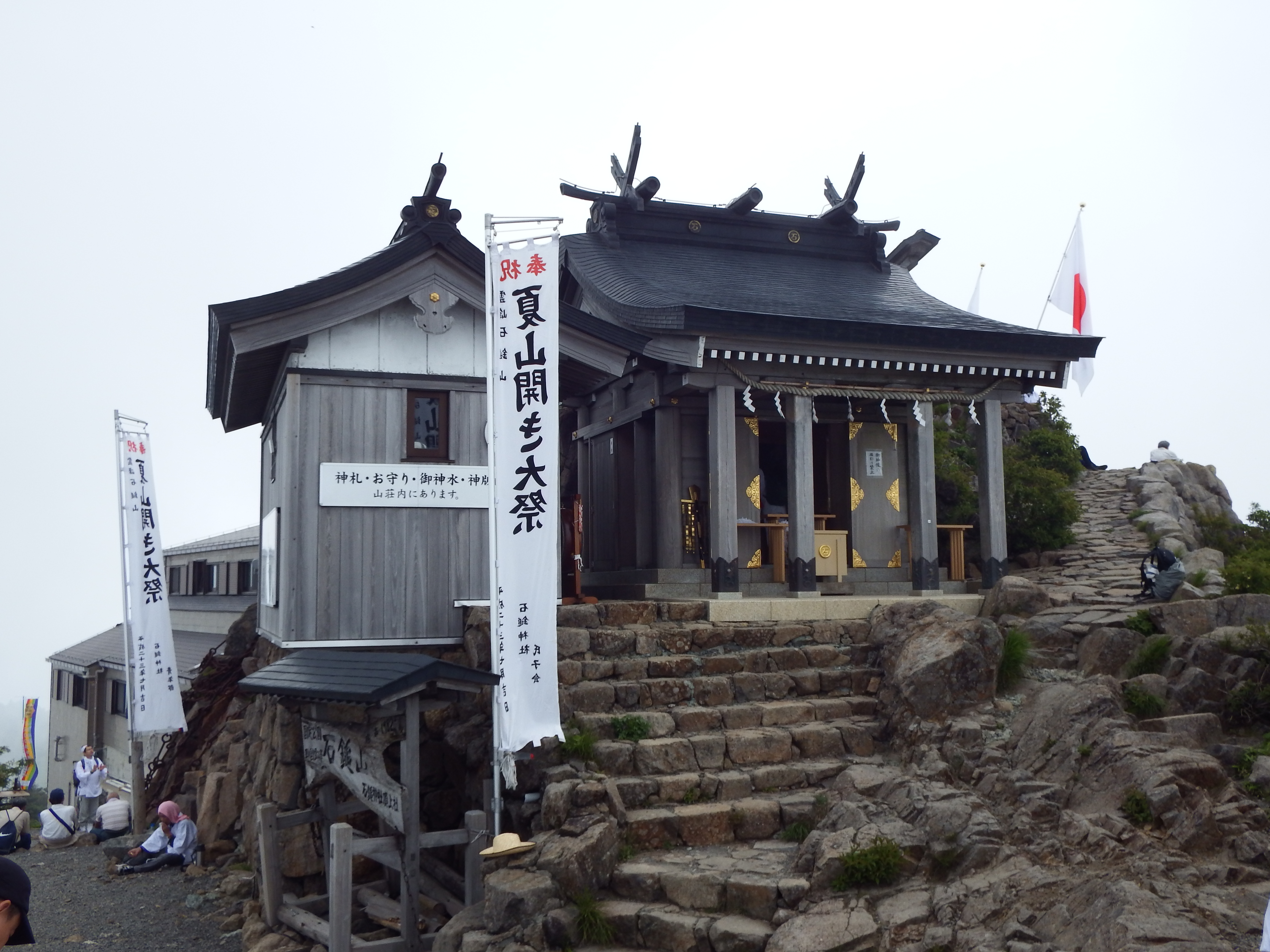
Honden au sommet de la montagne du sanctuaire Ishizuchi
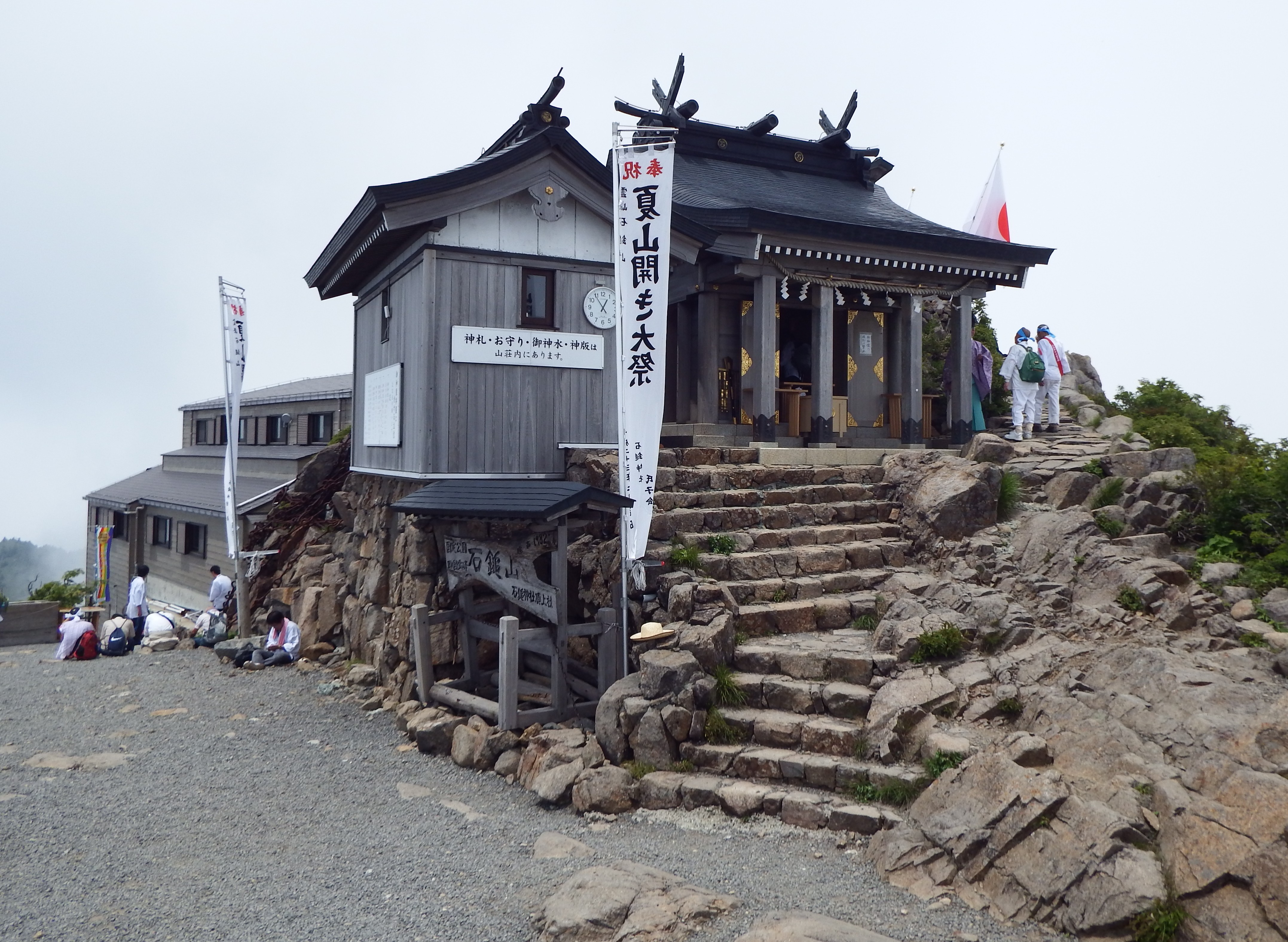
Sanctuaire Ishizuchi au sommet de la montagne Honden
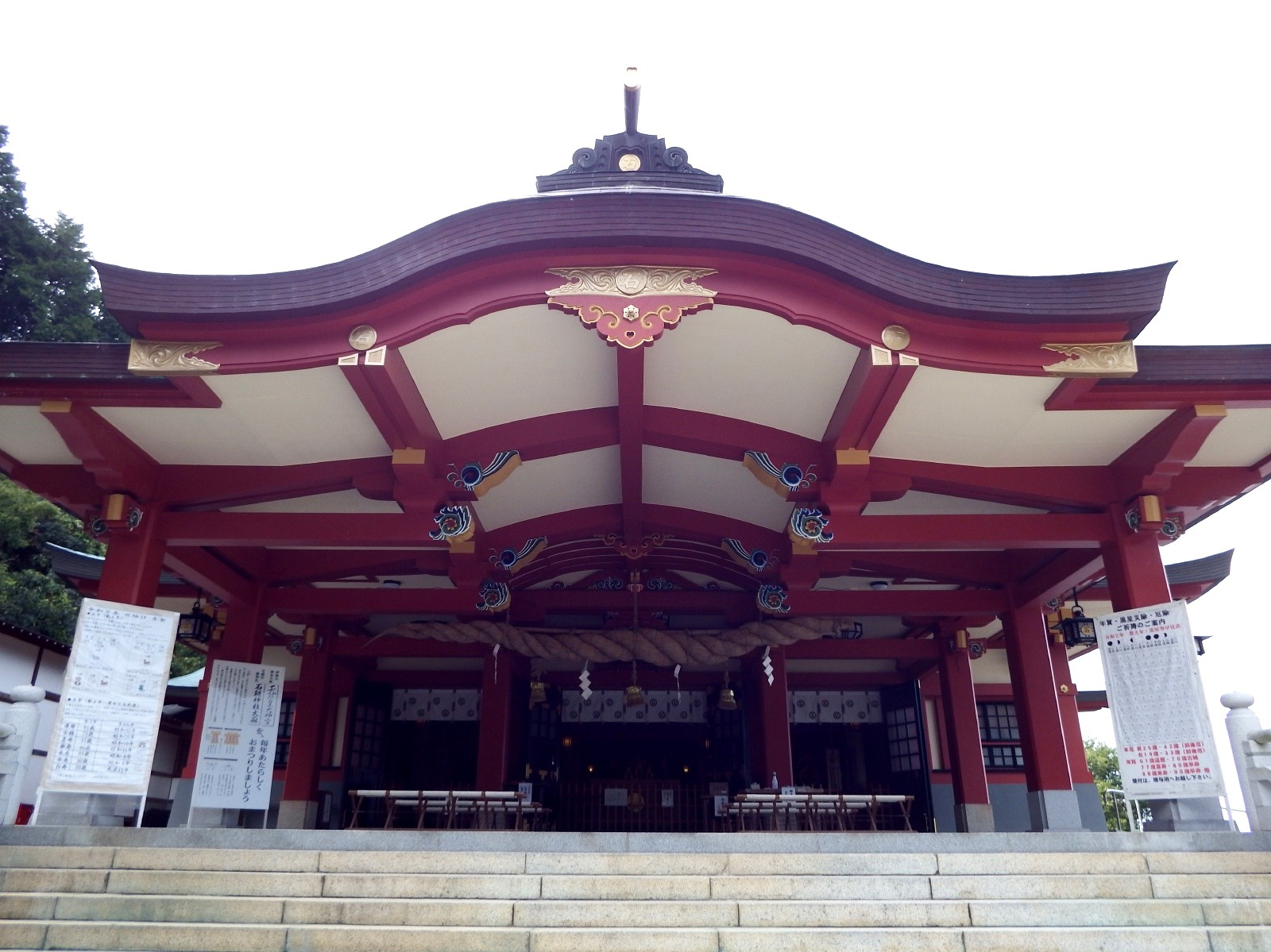
Porche Honden, sanctuaire Ishizuchi, septembre 2019
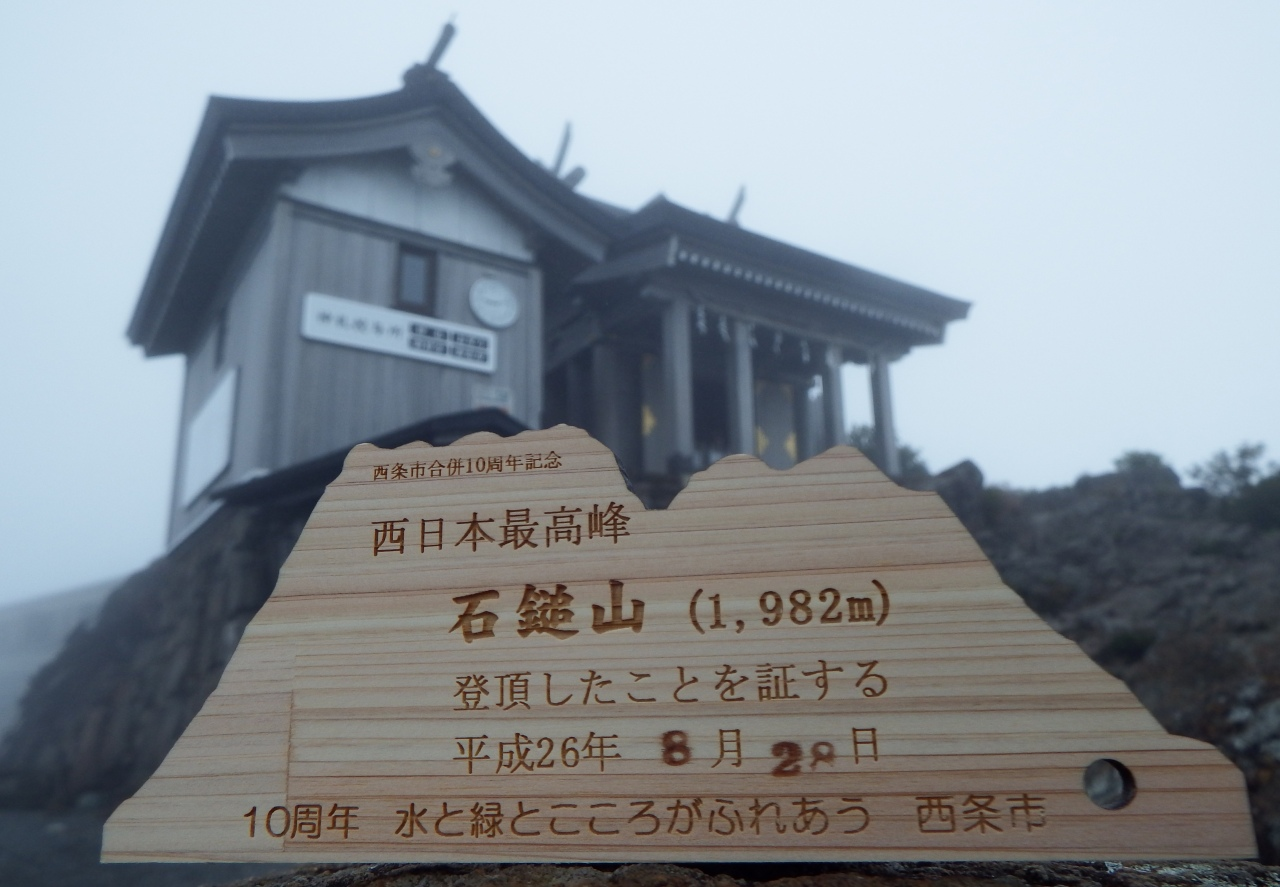
Sanctuaire Ishizuchi et marqueur de montagne
Iwakura à Ishizuchi, première vue
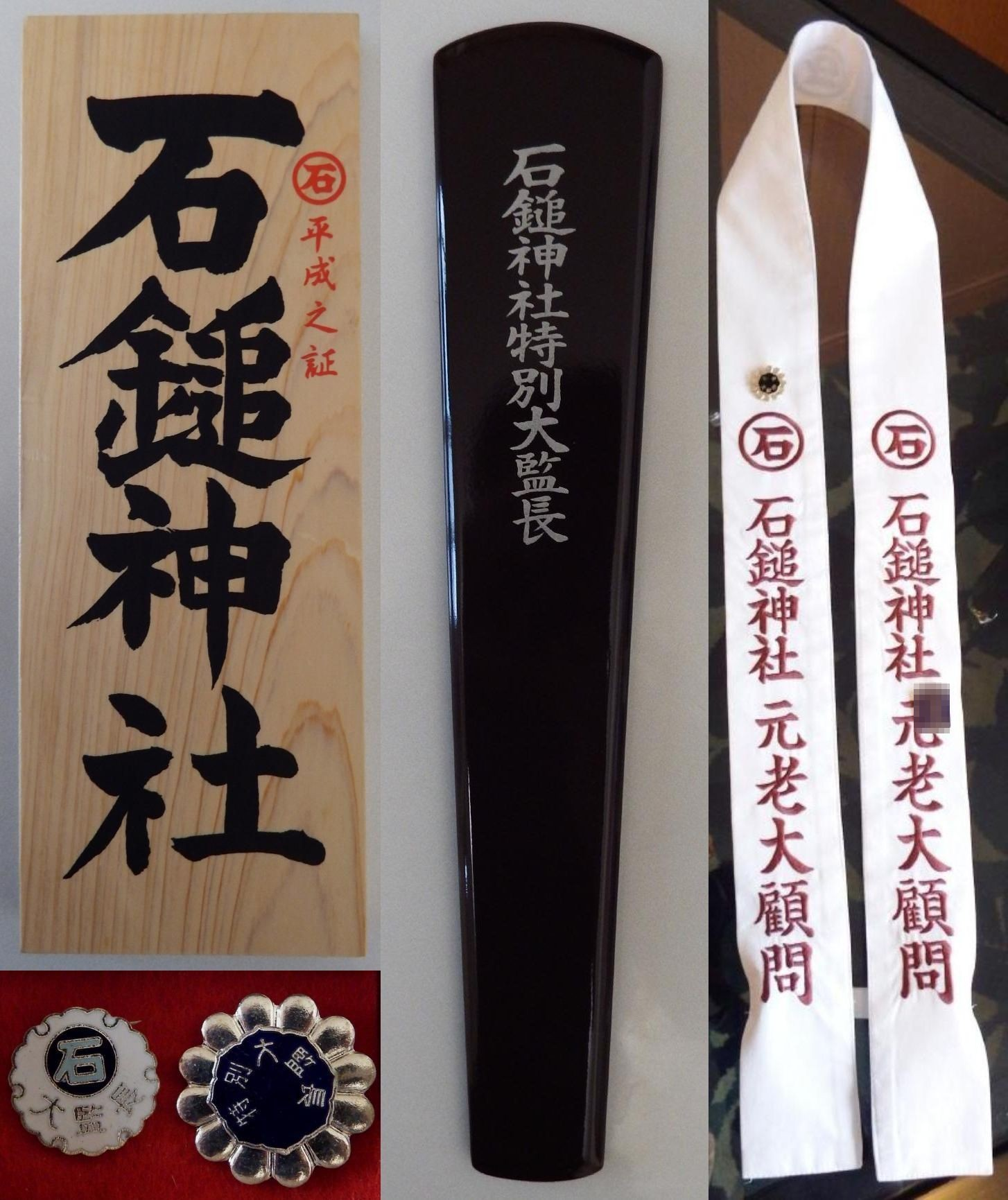
Sendatsu d'Ishizuchi
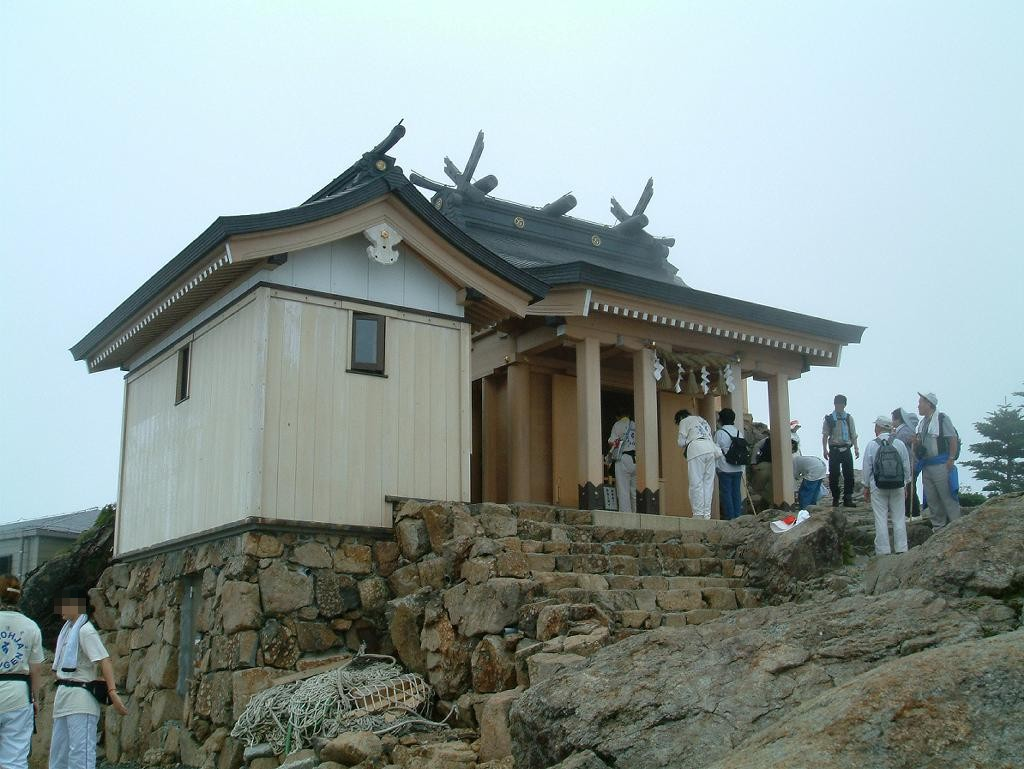
Salon de thé au sanctuaire Ishizuchi
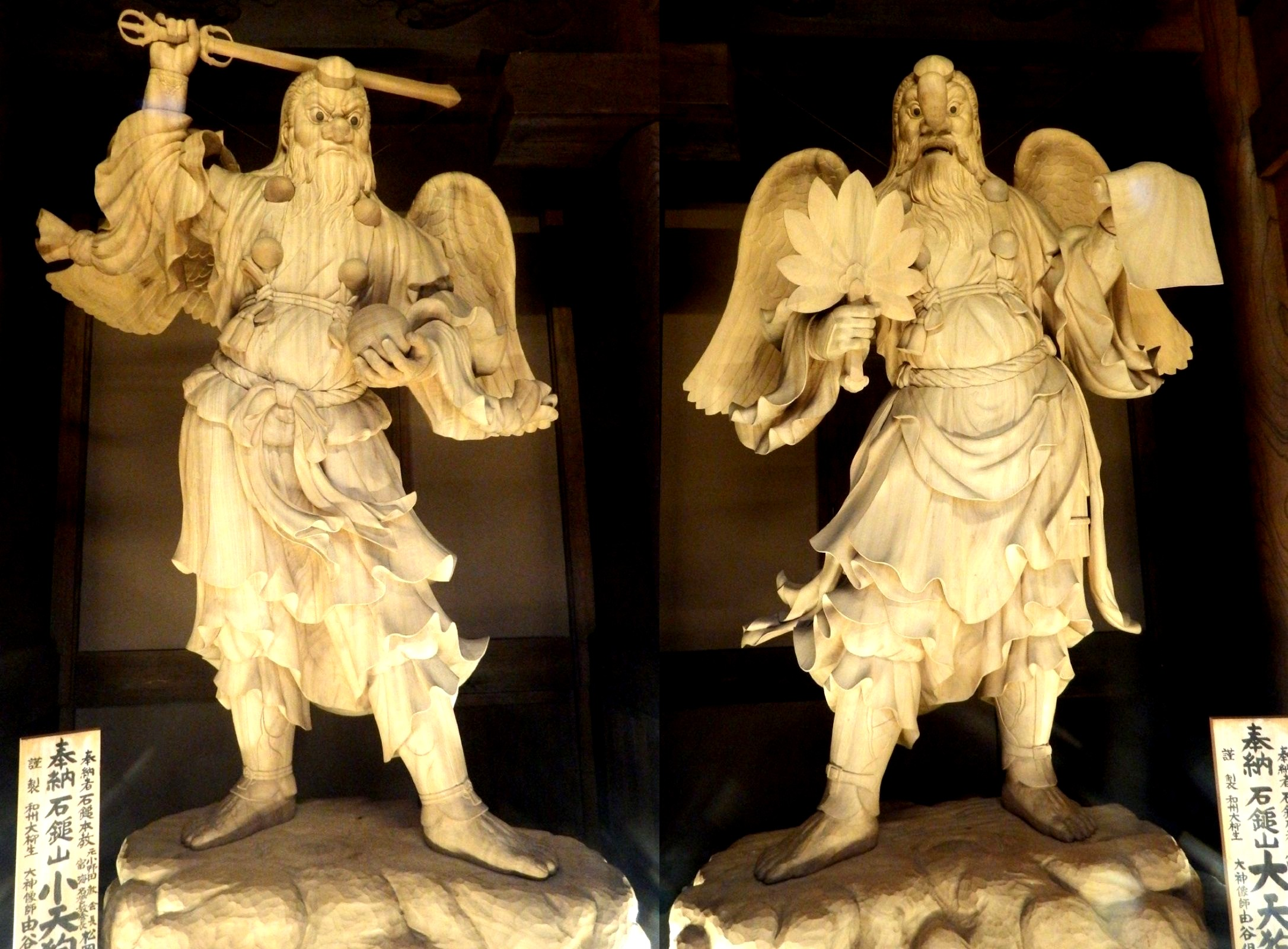
Sanctuaire Ishizuchi, statues
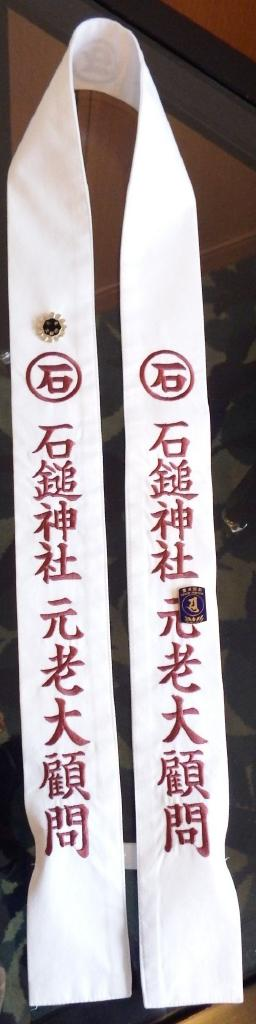
Wagesa au sanctuaire Ishizuchi
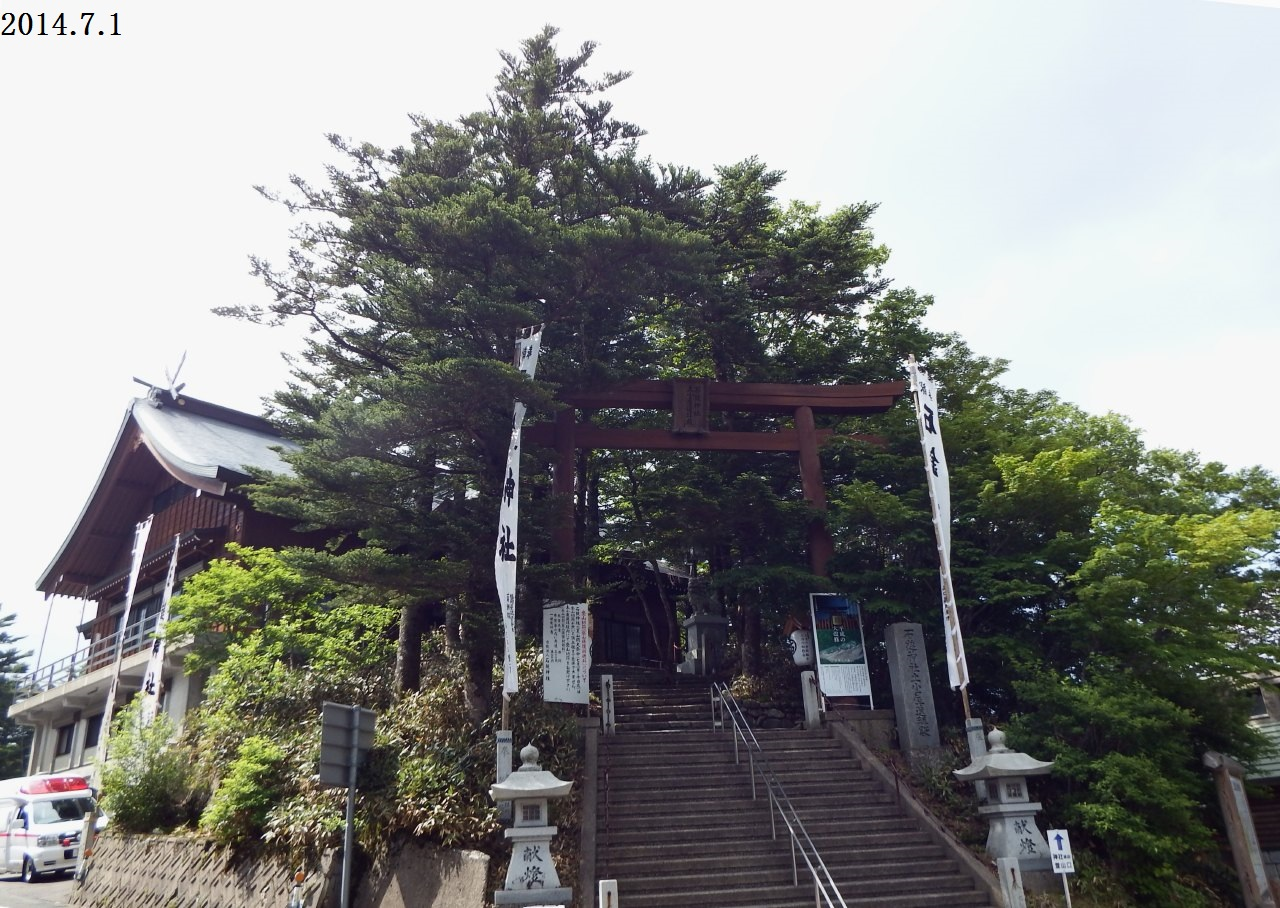
Sanctuaire Ishizuchi, vue 1
Sanctuaire Ishizuchi, vue 7
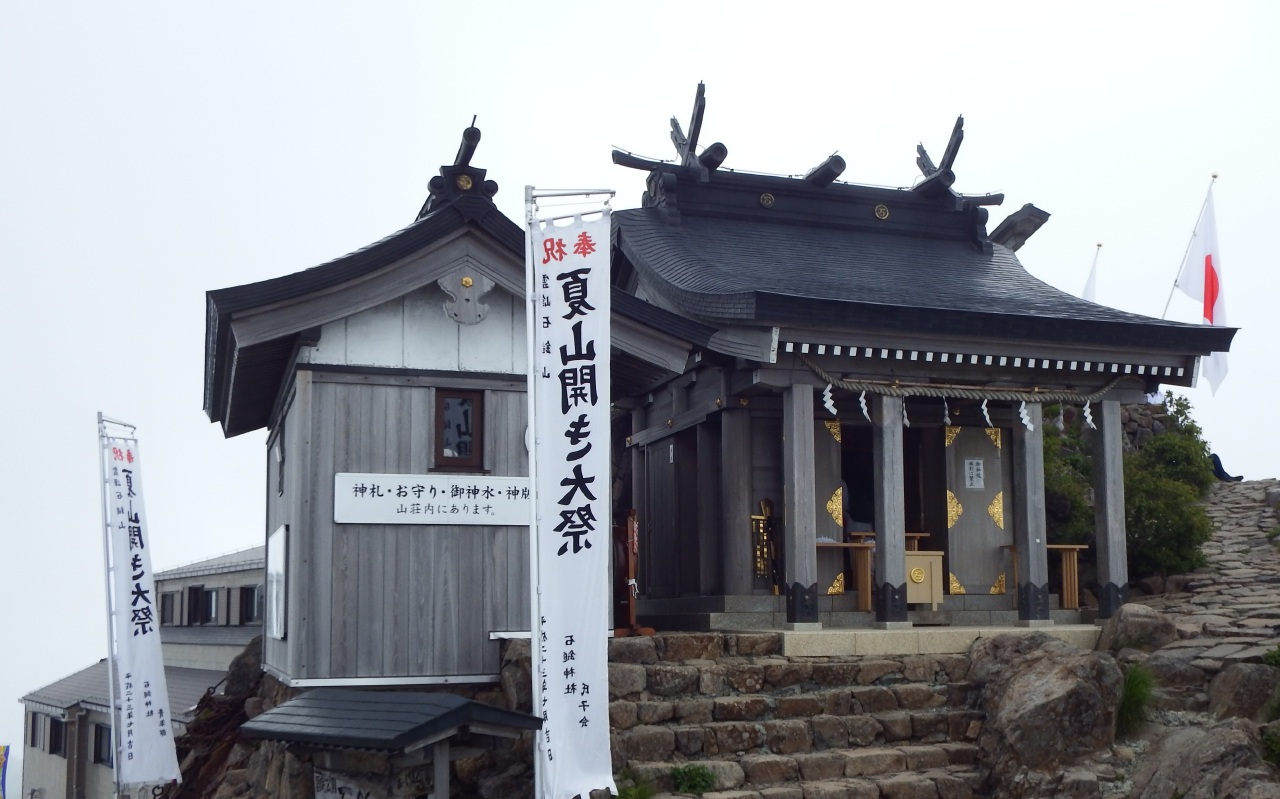
Honden au sommet de la montagne du sanctuaire Ishizuchi, vue 3
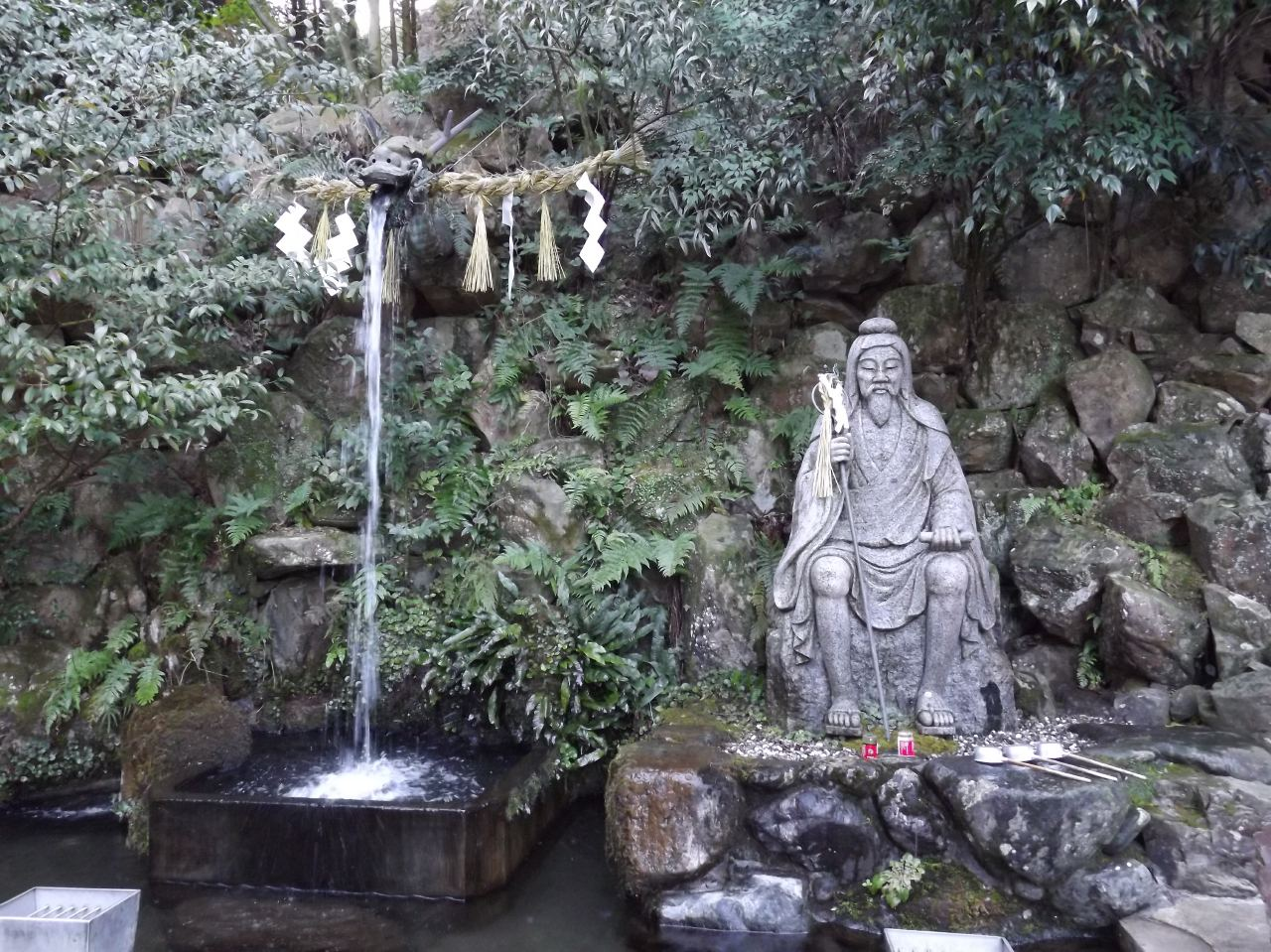
Statue au sanctuaire Ishizuchi
Sanctuaire Ishizuchi, Soreiden
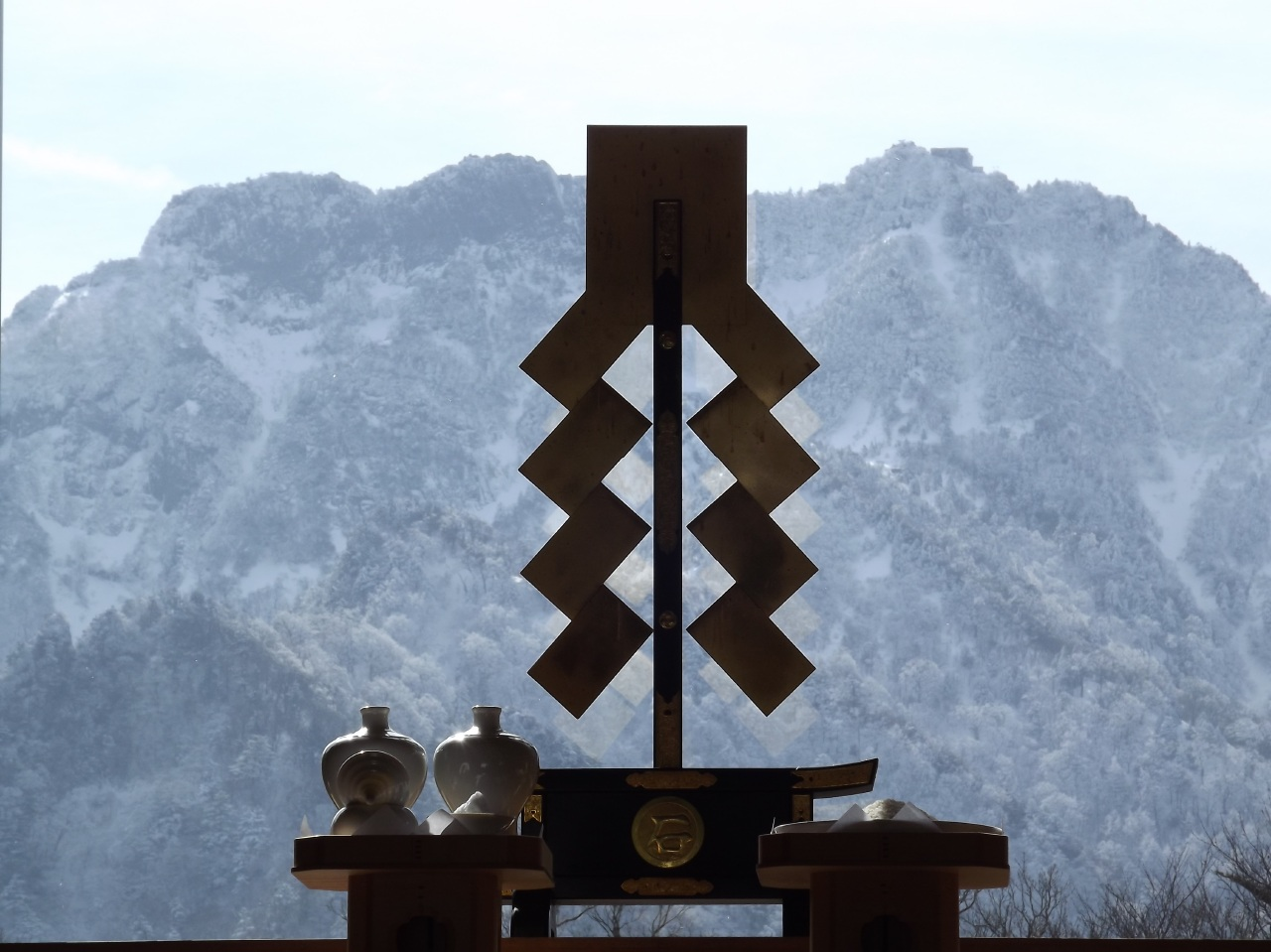
Gohei au sanctuaire Ishizuchi
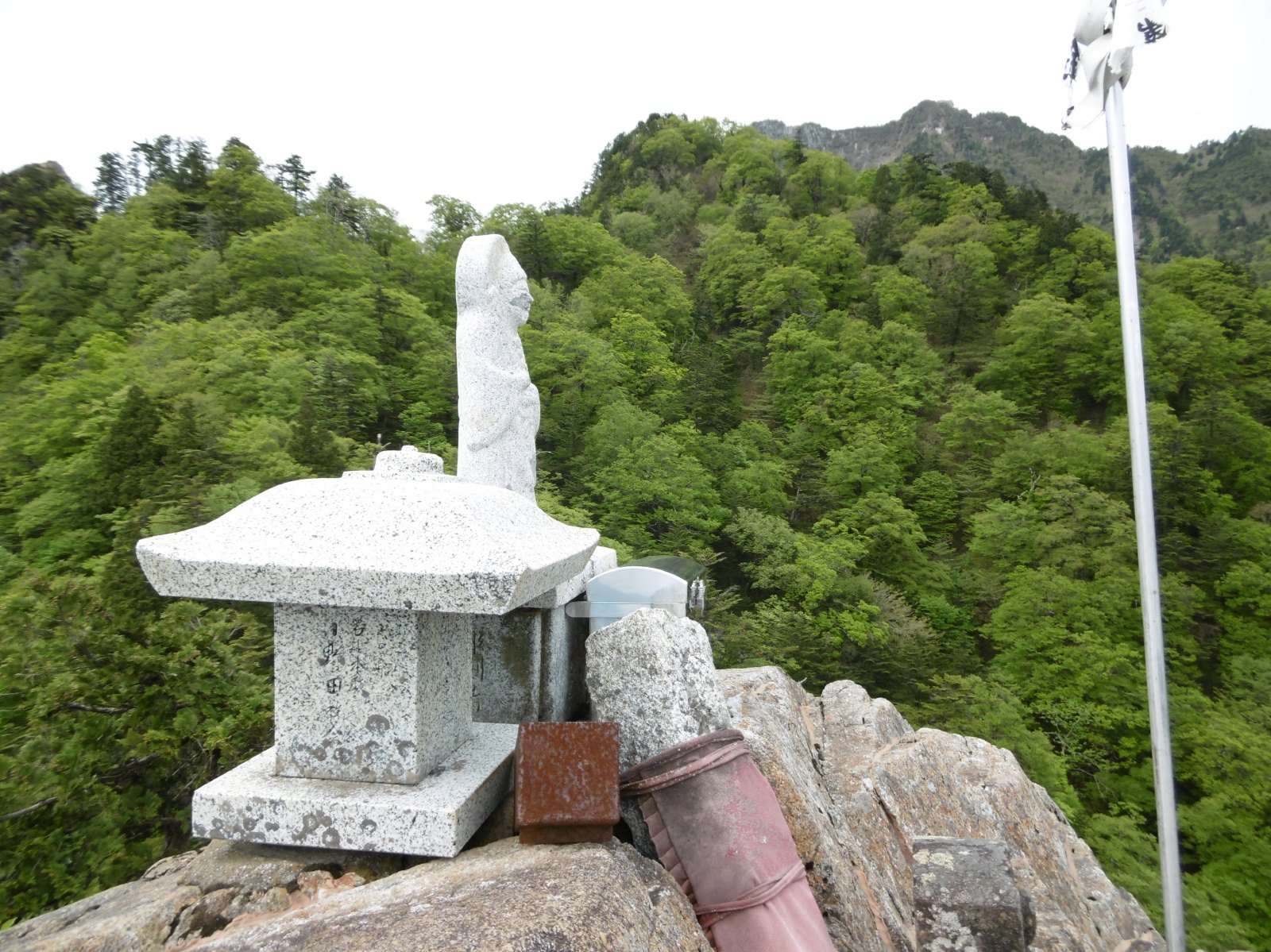
Vue de Maezyagamori
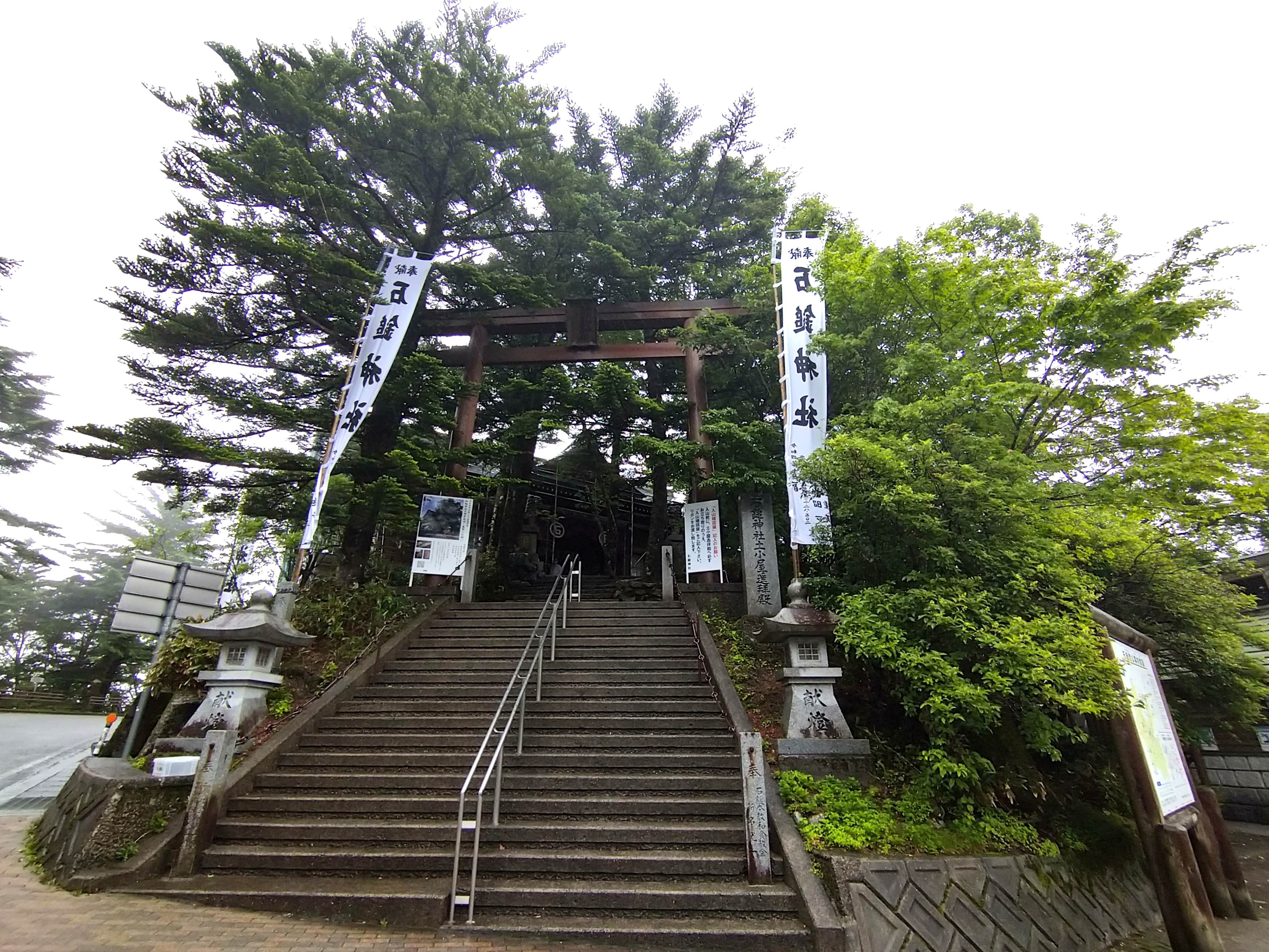
Salle de culte à distance, sanctuaire Ishizuchi, juillet 2024
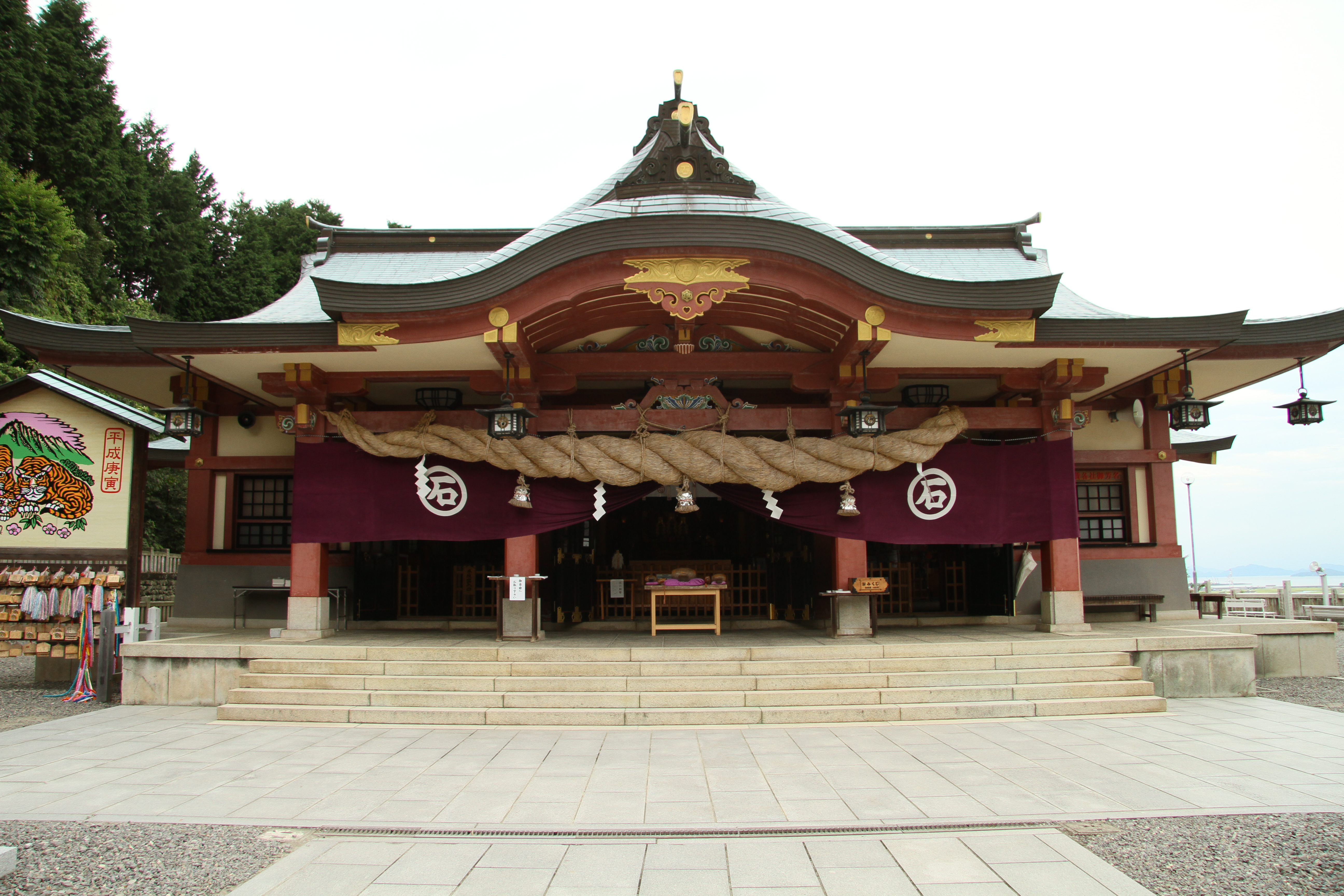
Salle principale du sanctuaire Ishizuchi
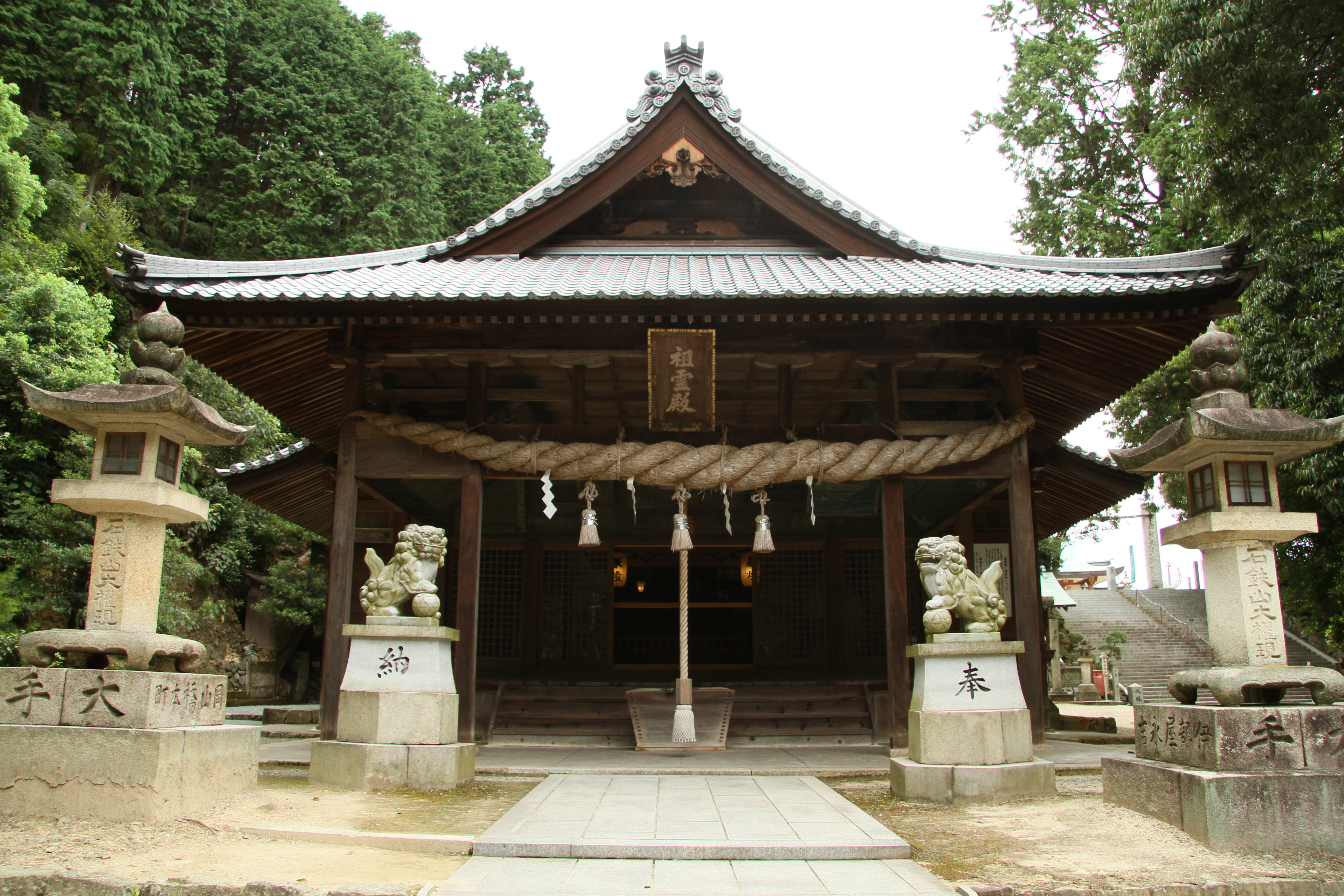
Salle des esprits ancestraux au sanctuaire Ishizuchi
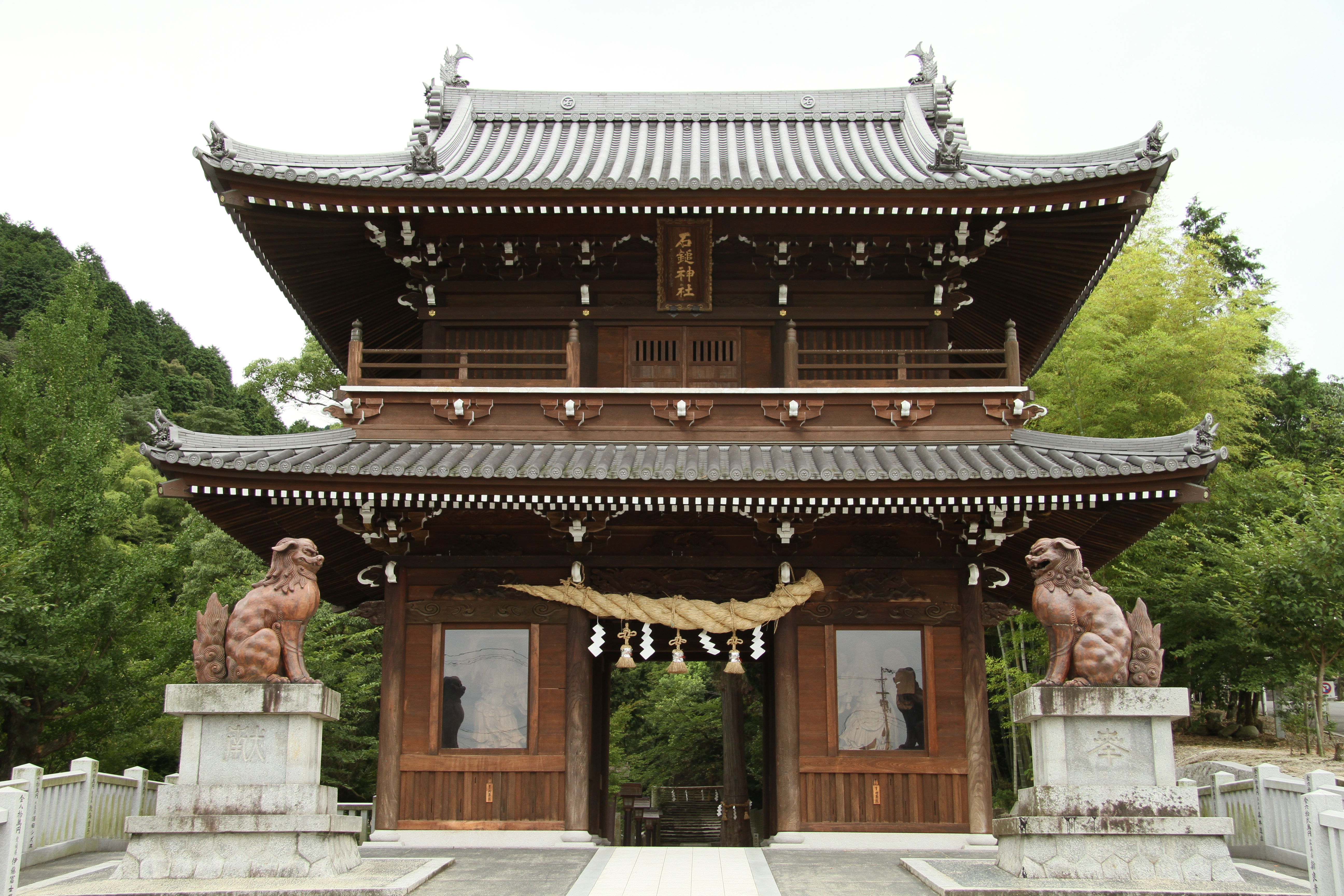
Porte Shinmon au sanctuaire Ishizuchi
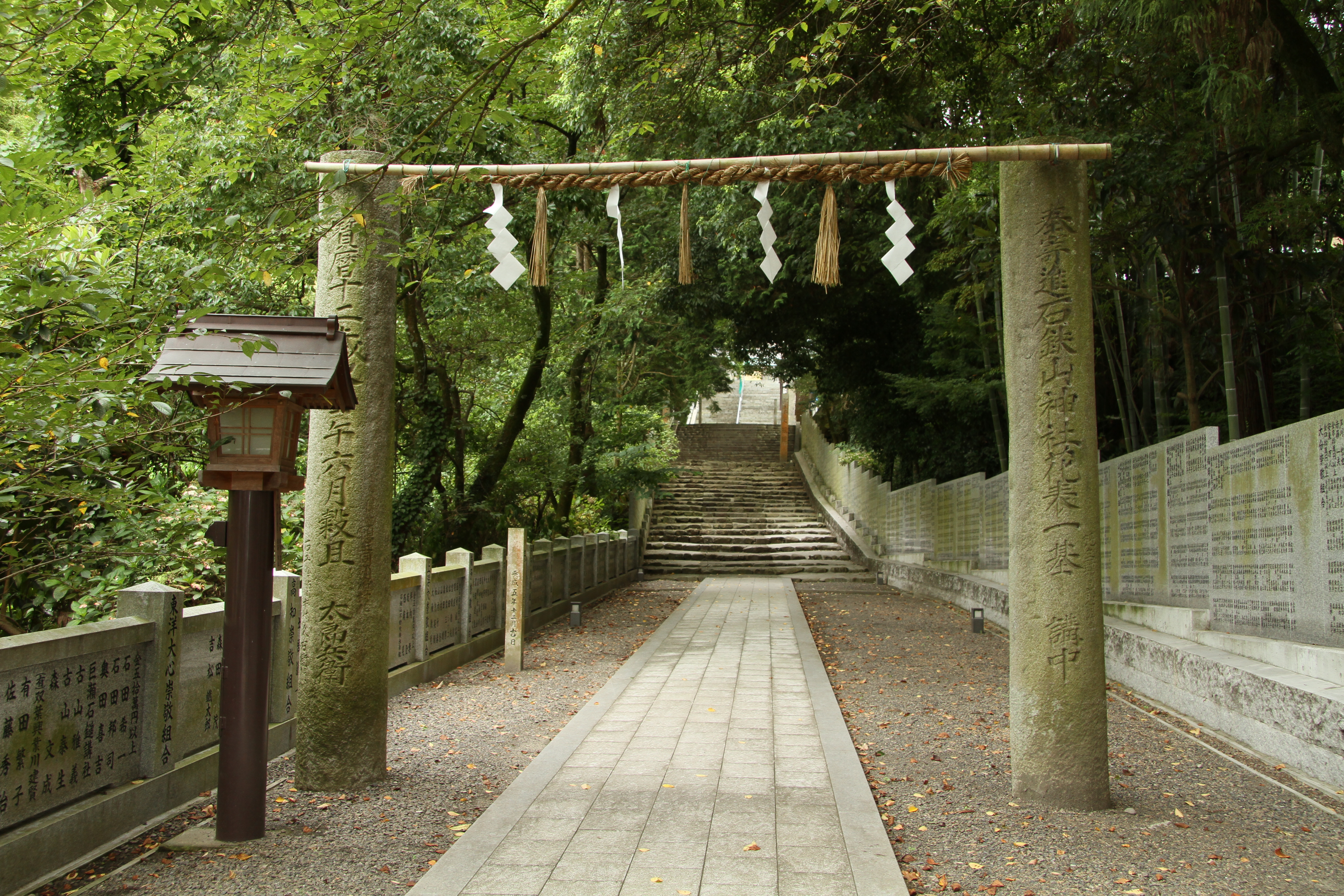
Exposition florale au sanctuaire Ishizuchi